# Эндрюс, Кортни Мари
Кортни Мари Эндрюс (англ. Courtney Marie Andrews; род. 7 ноября 1990) — американская певица, автор-исполнитель из Финикса, штата Аризона. В 2008 году выпустила альбом Urban Myths, отдельно от которого вышло четыре сингла.

## Биография
Начала играть на гитаре и сочинять песни в возрасте 13-14 лет. В 15 лет начала выступать на сцене. Выступала на фестивалях First Annual Winter Folk Festival, 2010 Final Folk Festival Modified Arts, и the 2011 River Jones Music & Friends Fest.
В сентябре 2009 года лидер группы Jimmy Eat World Джим Эдкинс попросил её исполнить вместе с ним песню Wilco и Feist «You and I». В 2010 году записала пертии бэк-вокала для пяти песен Jimmy Eat World, вошедших в альбом Invented. Впоследствии она присоединилась к ним на сцене во время тура 2010/2011 годов.

## Дискография
Aльбомы
- Urban Myths (2008)
- Painters Hands and a Seventh Son (2009)[2]
- For One I Knew (2010)
- No One’s Slate is Clean (2011—2012)
- On My Page (2013)
- Honest Life (2016)

Синглы
- «Venus is Prominent» (2010)